# Iwo Jima (videogioco)
Iwo Jima è un videogioco strategico a turni sulla battaglia di Iwo Jima, pubblicato nel 1986 per Commodore 64 e ZX Spectrum dalla Personal Software Services (PSS). Il sistema di gioco è simile a quello del precedente Falkland 82. Lo stesso anno la PSS pubblicò anche Operation Iceberg: The Battle for Okinawa, a volte considerato una variante di Iwo Jima; i due titoli vennero anche pubblicati insieme nella raccolta Conflicts II, che include anche Battle for Midway.

## Modalità di gioco
Il giocatore controlla le forze degli Stati Uniti nell'invasione dell'isola di Iwo Jima, difesa dalle forze del Giappone controllate dal computer.
La schermata di gioco mostra una mappa fissa dell'isola, divisa in invisibili caselle quadrate con tipi di terreno differenti, che influenzano i movimenti e la difesa. Su ogni casella può stare una sola unità militare alla volta. A ogni turno ciascuna unità può muoversi oppure attaccare un nemico, ma non entrambe le cose. Inizialmente ogni unità statunitense deve sbarcare e può farlo in un punto a scelta tra quelli disponibili (6 su C64, 5 su Spectrum), tutti allineati lungo la stessa spiaggia.
I tipi di unità statunitensi sono fanteria, artiglieria e carri armati, mentre i giapponesi dispongono oltre a queste anche di bunker immobili. Ciascun tipo ha un valore numerico di forza in attacco (che rappresenta anche i punti ferita attuali), forza in difesa, movimento e gittata. Le unità giapponesi con poca forza in attacco residua possono lanciare attacchi suicidi.
Ci sono inoltre forze non direttamente controllate come unità: gli USA hanno il supporto dell'artiglieria della flotta, che può rinforzare un certo numero di attacchi delle unità di terra in qualunque punto dell'isola, il Giappone ha sottomarini e aerei che possono indebolire la flotta avversaria e caselle con campi minati. Gli aerei giapponesi partono dall'aeroporto centrale dell'isola, che può essere occasionalmente attaccato da aerei statunitensi o definitivamente disabilitato se raggiunto dalle unità di terra. Le condizioni meteo possono limitare le capacità di sbarco e di supporto della flotta.
L'obiettivo del gioco è eliminare completamente le forze giapponesi entro un numero prefissato di turni (32-36) che dipende dal livello di difficoltà selezionato, tra 5 possibili. Il posizionamento dei nemici è sconosciuto e variabile a ogni partita. Ogni unità nemica diventa visibile solo quando entra nel campo visivo di una delle proprie o quando agisce, infine al turno 22 diventano tutte visibili.
L'interfaccia è basata su menù testuali e si scorre da un'unità all'altra o tra le opzioni con il joystick. In attacco, un sistema di selezione del bersaglio tipico di questa serie di giochi inquadra automaticamente l'unità nemica più vicina e chiede al giocatore se vuole attaccare quella, e se si risponde "no" passa a un'altra. È anche l'unico momento in cui si possono visualizzare i dati dell'unità nemica.
La possibilità di salvare la partita è presente solo su Commodore 64.